# Batu Mbelin (Namo Rambe)
Batu Mbelin is een bestuurslaag in het regentschap Deli Serdang van de provincie Noord-Sumatra, Indonesië. Batu Mbelin telt 113 inwoners (volkstelling 2010).